# Kálium-glukonát
A kálium-glukonát a glükonsav káliummal alkotott sója.

## Felhasználása
- Élelmiszerek esetén elsősorban fémmegkötő tulajdonsága miatt, valamint az élelmiszerek káliumtartalmának növelésére alkalmazzák E577 néven. Elsősorban pudingporokban és mártásokban fordulhat elő. Egyes esetekben nátriumszegény élelmiszerekben a nátriumsók helyettesítésére használják. Napi maximum beviteli mennyisége 50 mg/testsúlykg. Élelmiszerek esetén nincs ismert mellékhatása.
- Gyógyszerek esetén a szervezet kálium-háztartásának korrigálására, valamint szisztémás savcsökkentő tulajdonsága miatt használják.

## Külső források
- https://web.archive.org/web/20080512040335/http://www.jungbunzlauer.com/products-applications/products/special-salts/special-gluconates/potassium-gluconate/general-information.html
- http://www.food-info.net/uk/e/e577.htm